# 木島茂

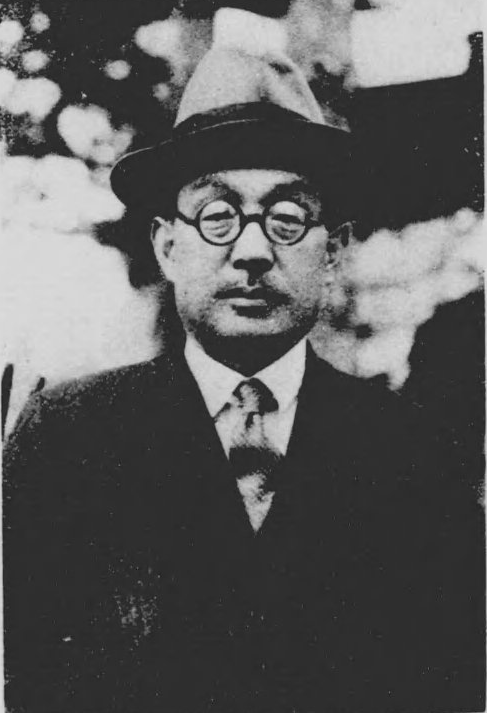
木島茂

木島 茂（きじま しげる、1880年〈明治13年〉1月20日 - 1967年〈昭和42年〉8月9日）は、日本の内務官僚。滋賀県彦根市長。広島県三原市長。彦根市名誉市民。

## 経歴
広島県豊田郡忠海町（現在の竹原市）出身。1909年（明治42年）、東京帝国大学法科大学独法科を卒業。翌年、高等文官試験に合格し朝鮮総督府事務官、新潟県北魚沼郡長、福島県耶麻郡長、高知県警察部長、長崎県警察部長、山梨県内務部長、警視庁書記官・警務部長、大阪府内務部長を歴任した。1929年（昭和4年）に退官した後は弁護士を開業していたが、1937年（昭和12年）に初代彦根市長に選出され、1941年（昭和16年）まで務めた。
戦後の1946年（昭和21年）6月には三原市長に就任したが、11月に退任、間もなく公職追放となった。